# Żurczyn
Żurczyn [pronunciación en polaco: /ˈʐurt͡ʂɨn/] (en alemán: Louisenheim) es un pueblo en el distrito administrativo de Gmina Szubin, dentro de Distrito de Nakło, Voivodato de Cuyavia y Pomerania, en el norte de Polonia. Se encuentra aproximadamente 7 kilómetros al norte de Szubin, 14 kilómetros al sudeste de Nakło nad Notecią, y 16 kilómetros al oeste de Bydgoszcz.
El pueblo tiene una población de 129 habitantes.